# Clubiona cirrosa
Clubiona cirrosa là một loài nhện trong họ Clubionidae.
Loài này thuộc chi Clubiona. Clubiona cirrosa được Hirotsugu Ono miêu tả năm 1989.